# Shackler's Revenge
«Shackler's Revenge» es una canción del grupo musical de hard rock estadounidense Guns N' Roses, La parte musical fue compuesta por Buckethead y Bryan Mantia, en cuanto a la lírica, fue obra de Axl Rose. 
La canción pertenece a su sexto álbum de estudio Chinese Democracy.
La canción fue liberada como sencillo el 14 de septiembre de 2008 siendo el primer material nuevo en ser publicado oficialmente por la reconocida banda desde 1999, la canción también se puede encontrar en el videojuego Rock Band 2.